# Václav Cejpek
Vladimír Večerek (* 21. března 1953 Brno) je český divadelní vědec, dramaturg a vysokoškolský učitel, v letech 2003 až 2010 rektor Janáčkovy akademie múzických umění (JAMU).
Narodil se v březnu 1953 v Brně. V mládí vystudoval divadelní vědu a germanistiku na Filozofické fakultě Masarykovy univerzity. V letech 1983 až 1987 pracoval v televizi v Ostravě. Poté začal pracovat jako dramaturg ve studiu Československé televize v rodném Brně. V roce 1987 se stal dramaturgem Mahenovy činohry Národního divadla v Brně. V rámci této činnosti byl aktivní také jako překladatel, když překládal zejména z němčiny. V roce 1990 nastoupil na JAMU jako učitel dramaturgie a dějin světového divadla. Poté působil šest let jako děkan Divadelní fakulty JAMU a v roce 2003 se stal rektorem JAMU (v tomtéž roce tak skončil jako dramaturg v brněnském Národním divadle). V roce 2000 získal profesorský titul. Po konci ve funkci rektora v roce 2010 se stal prorektorem JAMU pro studentskou, pedagogickou a uměleckou činnost.
Odborné publikace publikoval zejména v oblasti divadlo, a to jak jeho historie, tak jeho současnosti.